# اچ‌ام‌اس برودسورد (دی۳۱)
اچ‌ام‌اس برودسورد (دی۳۱) (به انگلیسی: HMS Broadsword (D31)) یک کشتی بود که طول آن ۳۶۵ فوت (۱۱۱ متر) بود. این کشتی در سال ۱۹۴۶ ساخته شد.